# Fronta za oslobođenje Québeca
Fronta za oslobođenje Québeca (francuski: Front de libération du Québec - FLQ) bila je socijalistička i nacionalistička teroristička grupa osnovana u 1960-ih godina 20. stoljeća. Borila se za nezavisnost kanadske provincije Québec.

## Djelovanje
Grupa je počela djelovati 1963. godine. FLQ se ideološki temelji na marksizmu te je pod snažnim uticajem antikolonijalnih pokreta u Alžiru, Kubi i Vijetnamu. Organizacija je na vrhuncu moći imala oko 150 članova podijeljenih u više odvojenih ćelija, dok je još oko dvije tisuće ljudi bilo uključeno u aktivnu podršku pokretu. Godine 1969. pokret se razdijelio na dvije frakcije, koje su ipak zajedno surađivale u otmici ministra Laportea.